# Стерв'ятники на дорогах
«Стерв'ятники на дорогах» (рос. «Стервятники на дорогах») — білоруський радянський фільм 1990 року режисера Самвела Гаспарова. Виробництво кіностудій «Білорусьфільм» та «Граніт».

## Сюжет
Олександр та Анатолій працюють водіями-далекобійниками в Мінську на автомобілях МАЗ-6422 у фірмі, яка займається міжнародними перевезеннями. Як справжні друзі, вони завжди один одному допомагають, що б в дорозі не сталося. Одного разу Анатолію малознайомі люди пропонують доставити в найближчий населений пункт колесо від ГАЗ-21/24. Судячи з усього, в колесі заховані наркотики: Олександр, маючи недобре передчуття і минулий негативний досвід зустрічі з бандитами, безуспішно намагається відрадити друга брати участь у цій справі, ледь не сварячись з ним. Коли Олександр заїхав у село в гості до своєї подруги Маргарити, яка виховує дитину одна і працює повією на трасі під бандитським дахом, грабіжники заманили Анатолія в пастку і вбили його. В результаті у вагітної дружини Анатолія — Ірини трапляється істерика, а дружина Олександра (і сестра Анатолія) — Тетяна, свариться з ним і йде від нього. Олександр намагається знайти вбивць Анатолія і помститися їм, терплячи знущання хуліганів та бандитів, загибель подруги дитинства Маргарити від рук тих же бандитів, і потурання міліції. Врешті-решт йому це вдається: на своєму вантажівці він переслідує автомобілі бандитів і знищує їх багаторазовими таранами, але в результаті Олександр стає розшукуваним злочинцем.

## У фільмі знімалися
- Олег Фомін — Саша, далекобійник
- Ніна Русланова — Рита, дорожня повія
- Наталія Вавілова — Таня
- Марина Яковлєва — Іра, дружина далекобійника Толіка
- Арсен Гаспарович - Арсен, син Рити
- Віктор Євграфов — бандит
- Рафаель Арзуманов -
- Надія Румянцева — мати
- Михайло Петров
- Сергій Барабанщиков
- Олександр Брухацький — бандит
- Євген Титов — Вітька "Вермут"
- Дзинтарс Бруверіс
- Іван Мацкевич — бандит
- Олег Корчиков — Бахметьєв, молодший лейтенант міліції
- Олександр Кашперов — епізод
- Петро Четверенко — епізод
- Валерій Шушкевич — епізод
- Олександр Аржіловський — далекобійник